# Zarzeka (województwo lubelskie)
Zarzeka (Wąwolnica-Zarzeka) – wieś w Polsce położona w województwie lubelskim, w powiecie puławskim, w gminie Wąwolnica.
W latach 1975–1998 miejscowość należała administracyjnie do ówczesnego województwa lubelskiego.
Wieś stanowi sołectwo gminy Wąwolnica. Według Narodowego Spisu Powszechnego z roku 2011 wieś liczyła 563 mieszkańców.
Wierni Kościoła rzymskokatolickiego należą do parafii św. Wojciecha w Wąwolnicy.
Na terenie Zarzeki znajduje się cmentarz społeczności żydowskiej Wąwolnicy oraz pozostałości fortyfikacji ziemnej z czasów powstania listopadowego.

## Części wsi
| SIMC    | Nazwa        | Rodzaj    |
| ------- | ------------ | --------- |
| 0999268 | Wierzchowina | część wsi |